# Olympische Sommerspiele 2016/Teilnehmer (Aruba)
| Gelbes Symbol für Goldmedaillen mit stilisierten Olympischen Ringen | Graues Symbol für Silbermedaillen mit stilisierten Olympischen Ringen | Braundes Symbol für Bronzemedaillen mit stilisierten Olympischen Ringen |
| ------------------------------------------------------------------- | --------------------------------------------------------------------- | ----------------------------------------------------------------------- |
| —                                                                   | —                                                                     | —                                                                       |

Aruba nahm an den Olympischen Spielen 2016 in Rio de Janeiro teil. Es war die insgesamt achte Teilnahme an Olympischen Sommerspielen. Das Aruban Olympic Committee nominierte sieben Athleten in vier Sportarten.

## Teilnehmer nach Sportarten

### Judo
| Athleten   | Wettbewerb | 1. Runde | 1. Runde    | 2. Runde   | 2. Runde    | Viertelfinale | Viertelfinale | Halbfinale / Trostrunde | Halbfinale / Trostrunde | Finale / Platz 3 | Finale / Platz 3 | Rang |
| Athleten   | Wettbewerb | Gegner   | Ergebnis    | Gegner     | Ergebnis    | Gegner        | Ergebnis      | Gegner                  | Ergebnis                | Gegner           | Ergebnis         | Rang |
| ---------- | ---------- | -------- | ----------- | ---------- | ----------- | ------------- | ------------- | ----------------------- | ----------------------- | ---------------- | ---------------- | ---- |
| Männer     |            |          |             |            |             |               |               |                         |                         |                  |                  |      |
| Jayme Mata | bis 66 kg  | J. Mahit | 100s0:000s0 | R. Sobirov | 000s0:100s0 | ausgeschieden | ausgeschieden | ausgeschieden           | ausgeschieden           | ausgeschieden    | ausgeschieden    | 9    |

### Schwimmen
| Athleten         | Wettbewerb     | Vorlauf     | Vorlauf | Halbfinale    | Halbfinale    | Finale        | Finale        | Rang |
| Athleten         | Wettbewerb     | Zeit        | Rang    | Zeit          | Rang          | Zeit          | Rang          | Rang |
| ---------------- | -------------- | ----------- | ------- | ------------- | ------------- | ------------- | ------------- | ---- |
| Frauen           |                |             |         |               |               |               |               |      |
| Allyson Ponson   | 50 m Freistil  | 26,00 s     | 45      | ausgeschieden | ausgeschieden | ausgeschieden | ausgeschieden | 45   |
| Männer           |                |             |         |               |               |               |               |      |
| Mikel Schreuders | 200 m Freistil | 1:55,10 min | 45      | ausgeschieden | ausgeschieden | ausgeschieden | ausgeschieden | 45   |

### Segeln
Fleet Race
| Athleten              | Wettbewerb   | Qualifikation | Qualifikation | Medal Race    | Medal Race    | Punkte | Rang |
| Athleten              | Wettbewerb   | Punkte        | Rang          | Punkte        | Rang          | Punkte | Rang |
| --------------------- | ------------ | ------------- | ------------- | ------------- | ------------- | ------ | ---- |
| Frauen                |              |               |               |               |               |        |      |
| Philipine van Aanholt | Laser Radial | 206           | 28            | ausgeschieden | ausgeschieden | 206    | 28   |

Mixed
| Athleten                           | Wettbewerb | Qualifikation | Qualifikation | Medal Race    | Medal Race    | Punkte | Rang |
| Athleten                           | Wettbewerb | Punkte        | Rang          | Punkte        | Rang          | Punkte | Rang |
| ---------------------------------- | ---------- | ------------- | ------------- | ------------- | ------------- | ------ | ---- |
| Mixed                              |            |               |               |               |               |        |      |
| Nicole van der Velden Thijs Visser | Nacra 17   | 135           | 16            | ausgeschieden | ausgeschieden | 135    | 16   |

### Taekwondo
| Athleten        | Wettbewerb       | Achtelfinale  | Achtelfinale | Viertelfinale | Viertelfinale | Hoffnungsrunde Halbfinale | Hoffnungsrunde Halbfinale | Halbfinale    | Halbfinale    | Hoffnungsrunde Finale | Hoffnungsrunde Finale | Finale        | Finale        | Rang          |
| Athleten        | Wettbewerb       | Gegner        | Ergebnis     | Gegner        | Ergebnis      | Gegner                    | Ergebnis                  | Gegner        | Ergebnis      | Gegner                | Ergebnis              | Gegner        | Ergebnis      | Rang          |
| --------------- | ---------------- | ------------- | ------------ | ------------- | ------------- | ------------------------- | ------------------------- | ------------- | ------------- | --------------------- | --------------------- | ------------- | ------------- | ------------- |
| Frauen          |                  |               |              |               |               |                           |                           |               |               |                       |                       |               |               |               |
| Monica Pimentel | Klasse bis 49 kg | Yasmina Aziez | 1:2          | ausgeschieden | ausgeschieden | ausgeschieden             | ausgeschieden             | ausgeschieden | ausgeschieden | ausgeschieden         | ausgeschieden         | ausgeschieden | ausgeschieden | ausgeschieden |